# 岡野剛
岡野剛（日语：／ Okano Takeshi，1967年5月9日—），日本漫畫家。男性。出身於千葉縣柏市。千葉縣立東葛飾高等學校、早稻田大學政治經濟學院畢業。

## 來歷、人物
1987年，岡野剛以《爆發！百合子老師》首次亮相。1988年，他獲得第28屆赤塚獎（《AT Lady！》，名義）。在他職業生涯的早期，他與一名公司員工並肩工作，進行週刊連載。
他長期活躍於《週刊少年Jump》、《V Jump》等集英社的雜誌。其最著名的作品是與真倉翔合作的《靈異教師神眉》系列，並在少年雜誌、青年雜誌和兒童雜誌上連載。作為外傳作品，還有以《靈異教師神眉》裡葉月東名為主角的《靈媒師東名》系列。
自畫像是角色「剛」的風格化版本（「岡」部分有一個圓形輪廓，有垂直的眼睛和伸出舌頭的嘴巴，部分有頭頂上的漂浮頭髮）被廣泛使用。
他在推特上Twitter透露，由於兒童色情法規，出版社正在縮減規模。

## 作品列表

### 連載
- AT Lady！（日语：AT Lady!）（《週刊少年Jump》，全2冊）※名義。
- 靈異教師神眉[2]（《週刊少年Jump》，原作：真倉翔，全31冊、文庫版全20冊）
- （原作：真倉翔）
- 靈異小釣手（日语：ツリッキーズピン太郎）（《週刊少年Jump》，原作：真倉翔，全3冊）
- 魔術師 2（《週刊少年Jump》，監修：北見魔奇（日语：北見マキ），全2冊）
- 未確認少年（日语：未確認少年ゲドー）（《週刊少年Jump》，全5冊）
- 數碼寶貝次世代（《V Jump》，原作：濱崎達也（日语：浜崎達也）、原案：本鄉昭由，全4冊）
- 靈媒師東名系列（《Oh SUPER JUMP（日语：オースーパージャンプ）》→《SUPER JUMP》→《GRAND JUMP》→《GRAND JUMP PREMIUM（日语：グランドジャンプPREMIUM）》，原作：真倉翔，總共全20冊）
- 特攝夢想（《宇宙船（日语：宇宙船 (雑誌)）》Vol.120—Vol.167）
- 靈異教師神眉NEO（《GRAND JUMP PREMIUM》→《GRAND JUMP》，原作：真倉翔，全17冊）
- 靈異教師神眉S（《最強Jump》，原作：真倉翔，全4冊）
- 靈異教師神眉怪（《最強Jump》，原作：真倉翔）
- 靈異教師神眉PLUS（《少年Jump+》，原作：真倉翔）

### 短篇
- 奇蹟全開！Z力量男戰士！（發表於《V Jump》1991年11月27日號[3]，原案：武藤惠）※名義
- （《Jump小說》Vol.4 1993年4月1日號，原作、文章：鳴海丈（日语：鳴海丈），插畫）SR被賦予紅寶石作為「Skin Reading」。
- 翼Roid零式（發表於《週刊少年Jump》2002年春季增刊號）[注 1]
- 召喚夜響曲外傳（發表於2005年6月30日出版的《Jump Heroes》）
- 召喚夜響曲X（發表於《V Jump》2009年11月號）
- 靈異教師神眉百物語見聞錄（發表於《最強Jump》2024年9月特大號，原作：真倉翔）[注 2]

此外，約1990年，他也負責《週刊少年Jump》年終企劃副刊的插圖。

### 電視動畫
- 逃走中 THE GREAT MISSION（人物原案）

## 演出
- 拜託了！排行榜presents 三村康子的BuzzmanTV（日语：お願い!ランキング）（2025年7月5日（4日深夜），朝日電視台）[4][5]

## 助手
- 淺美裕子
- 飛鷹由希（日语：飛鷹ゆうき）

## 腳註

## 相關項目
- 日本漫畫家列表
- 千葉縣出身人物列表（日语：千葉県出身の人物）

## 外部連結
- 岡野剛的X（前Twitter） （日語）
- 岡野剛：公開作品 （日語）—漫畫圖書館Z（日语：マンガ図書館Z）